# 美術研究科
美術研究科（びじゅつけんきゅうか、英称：The Graduate School of Fine Arts）は、日本の大学院の研究科のうち、美術学の高度な教育研究を行う機構の1つである。国立大学では1963年に東京藝術大学が、私立大学では1964年に多摩美術大学が、公立大学では1970年に愛知県立芸術大学が初めて美術研究科の名称を冠した研究科を設置した。

## 概要
主に、美術学部の上位に連続した形で設置され、博士前期課程（修士課程）および博士後期課程（博士課程）あるいはそれに相当する課程で構成される。学位は、修士課程は修士（美術）を、博士課程は博士（美術）を修めることができ、他は、それに相当する専攻名称等に応じた学位を修める。なお、近接領域の芸術学部や造形学部なども、実質的には同類の科目が配置されている大学も見受けられる。

## 美術研究科を置く大学
国立
- 東京藝術大学大学院美術研究科

公立
- 京都市立芸術大学
- 愛知県立芸術大学

私立
- 女子美術大学
- 多摩美術大学
- 名古屋芸術大学
- 尾道大学

## 美術（学）を専攻できる他の研究科名称
- 弘前大学大学院 教育学研究科 教科教育専攻 美術教育専修
- 茨城大学大学院 教育学研究科 教科教育専攻 美術教育専修
- 群馬大学大学院 教育学研究科 教科教育実践専攻 美術教育専修
- 埼玉大学大学院 教育学研究科 教科教育専攻 美術教育専修
- 宇都宮大学大学院 教育学研究科 教科教育専攻 美術教育専修
- 静岡大学大学院 教育学研究科 学校教育研究専攻 美術教育専修
- 三重大学大学院 教育学研究科 教育科学専攻 芸術・スポーツ系教育領域（芸術[音楽・美術]）
- 佐賀大学大学院 教育学研究科 教科教育専攻 美術教育専修
- 熊本大学大学院 教育学研究科 教科教育実践専攻 芸術・スポーツ系教育（美術教育）
- 琉球大学大学院 教育学研究科 教科教育専攻 美術教育専修
- 文星芸術大学大学院 芸術研究科 美術専攻
- 東京造形大学大学院 造形研究科 造形専攻（美術研究領域）
- 武蔵野美術大学大学院 造形研究科 美術専攻
- 東海大学大学院 芸術学研究科 造型芸術専攻（美術学分野）
- 倉敷芸術科学大学大学院 芸術研究科 美術専攻
- 九州産業大学大学院 芸術研究科 造形表現専攻（美術領域）
- 崇城大学大学院 芸術研究科 美術専攻